# Otto Gross
Otto Gross, celým jménem Otto Hans Adolf Gross (17. března 1877 Gniebing-Weißenbach – 13. února 1920 Berlín), byl rakouský lékař, psychiatr a psychoanalytik.

## Biografie
Byl jediným potomkem právníka Hanse Gustava Adolfa Grosse (1847–1915), jednoho ze zakladatelů kriminologie. Gross vystudoval lékařství ve Štýrském Hradci, časem se specializoval na oblast psychiatrie, stal se asistentem Emila Kraepelina v Mnichově. Jeho kariéru mu však komplikovala jeho toxikomanie a blízkost k anarchistickému hnutí (byl přítelem např. Ericha Mühsama). Roku 1904 se setkal se Sigmundem Freudem a nadchl se pro psychoanalýzu, roku 1908 se seznámil i s Carlem Gustavem Jungem (během jedné ze svých hospitalizací na klinice v Burghölzli, kde se pokoušel léčit ze své závislosti). Jeho velmi autoritativní otec ho nechal roku 1913 hospitalizovat i proti jeho vůli, zejména pro jeho anarchistické a revoluční aktivity. Vzniklo hnutí levicových intelektuálů bojujících o jeho propuštění. K němu skutečně došlo, nicméně propuštění vedlo k tomu, že musel narukovat na frontu 1. světové války. Po válce se zapojil do budování utopické komuny v Asconě.
Gross byl spolu s Wilhelmem Reichem představitelem "revolučního" proudu v psychoanalýze, který žádal sexuální revoluci a "osvobození libida". (v 60. letech na ně navázal Herbert Marcuse). Freud Grossovy názory odmítl, mimo jiné i pro jeho blízkost k Jungovi (toho ovlivnil v teorii extroverze a introverze) a Gross nadlouho upadl v zapomnění, přihlásili se k němu až představitelé kontrakultury 60. let (zejména pro jeho experimenty s drogami a hlásání volné lásky). Ovlivněn byl i feminismem, filozofy Maxem Stirnerem a Friedrichem Nietzschem a také novopohanstvím, zejména učením Johanna Jakoba Bachofena. 
V roce 1903 se oženil s Friedou Schlofferovou, neteří filozofa Aloise Riehla. V roce 1907 se mu narodil syn Wolfgang Peter. Se svými četnými milenkami však zplodil nejméně další tři děti. 
Otto Gross zemřel 13. února 1920 na zápal plic v Berlíně. Byl nalezen od dva dny dříve v ulicích Berlína města silně podchlazený a vyhladovělý. Jeho stav pravděpodobně souvisel s jeho drogovou závislostí.

## Odkaz v kultuře
Otto Gross se stal jedním z hrdinů filmu Davida Cronenberga Nebezpečná metoda, ztvárnil ho zde Vincent Cassel.